# Irena Belohorská
Irena Belohorská (* 13. března 1948 Piešťany) je slovenská lékařka a politička za HZDS, po sametové revoluci československá poslankyně Sněmovny národů Federálního shromáždění, v 90. letech slovenská ministryně zdravotnictví a poslankyně Národní rady SR, počátkem 21. století poslankyně Evropského parlamentu.

## Biografie
Vystudovala medicínu na Univerzitě Komenského v Bratislavě a v roce 1976 získala atestace z gynekologie a porodnictví a roku 1982 i klinické onkologie. V letech 1973–1976 pracovala jako asistentka lékaře, v letech 1977–1984 v Národním onkologickém ústavu. V letech 1983–1986 působila jako lékařka v Tunisku. Po návratu byla v letech 1986–2002 vrchní lékařkou v centu prevence Národního onkologického ústavu (mezitím v letech 1992–1993 působila na postu ředitelky fakultní nemocnice).
Po sametové revoluci se politicky angažovala. Ve volbách roku 1992 byla za HZDS zvolena do slovenské části Sněmovny národů. Ve Federálním shromáždění setrvala do zániku Československa v prosinci 1992. Uvádí se bytem Bratislava. V roce 1993 působila jako vedoucí úřadu ministra obrany Slovenska a pak jako státní tajemnice na slovenském ministerstvu zahraničních věcí. V druhé vládě Vladimíra Mečiara se stala v listopadu 1993 slovenskou ministryní zdravotnictví, přičemž v této funkci setrvala do března 1994, kdy vláda padla. Roku 1994 jí byl udělen Řád Andreje Hlinky. V roce 1996 byla předsedkyní městské organizace HZDS.
V parlamentních volbách na Slovensku roku 1994 byla zvolena poslankyní Národní rady Slovenské republiky za HZDS. Byla místopředsedkyní zahraničního výboru. Mandát poslankyně obhájila v parlamentních volbách na Slovensku roku 1998. Nyní působila jako místopředsedkyně výboru pro evropskou integraci. A opětovně se poslankyní stala i v parlamentních volbách na Slovensku roku 2002. Působila coby místopředsedkyně výboru pro lidská práva. Křeslo v Národní radě SR držela až do roku 2004.
Ve volbách do Evropského parlamentu na Slovensku roku 2004 byla za HZDS zvolena do Evropského parlamentu. Zde zasedala do roku 2009. Působila v klubu nezávislých poslanců EP a byla členkou výboru pro životní prostředí, veřejné zdraví a bezpečnost potravin a podvýboru pro lidská práva.
Je vdova, má dvě dcery. V březnu 2009 při autonehodě srazila chodkyni, která náhle vstoupila mimo přechod pro chodce do jízdní dráhy a po několika týdnech zemřela na následky svých zranění.